# Пейзажът след битката
„Пейзажът след битката“ (на полски: Krajobraz po bitwie) е полски филм от 1970 година, военна драма на режисьора Анджей Вайда по негов сценарий в съавторство с Анджей Бжозовски, базиран на автобиографичния сборник разкази „Сбогуване с Мария“ на Тадеуш Боровски.
Действието се развива в бежански лагер за поляци в американската окупационна зона в Германия непосредствено след края на Втората световна война, а в центъра на сюжета е любовната връзка между освободен от концлагер поет и еврейско момиче, избягало от окупираната от комунистите Полша. Главните роли се изпълняват от Даниел Олбрихски, Станислава Целинска, Зигмунт Малянович.
„Пейзажът след битката“ е номиниран за наградата „Златна палма“.